# گمینا ژرکوو
گمینا ژرکوو (به لهستانی:  Gmina Żerków) یک گمینا در لهستان است که در شهرستان یاروچین واقع شده‌است. گمینا ژرکوو ۱۷۰٫۵ کیلومتر مربع مساحت و ۱۰٬۵۵۵ نفر جمعیت دارد.